# Cantonul La Chapelle-la-Reine
Cantonul La Chapelle-la-Reine este un canton din arondismentul Fontainebleau, departamentul Seine-et-Marne, regiunea Île-de-France, Franța.

## Comune
- Achères-la-Forêt : 1.040 locuitori
- Amponville : 301 locuitori
- Boissy-aux-Cailles : 271 locuitori
- Boulancourt : 325 locuitori
- Burcy : 178 locuitori
- Buthiers : 645 locuitori
- La Chapelle-la-Reine : 2.781 locuitori (reședință)
- Fromont : 157 locuitori
- Guercheville : 233 locuitori
- Larchant : 695 locuitori
- Nanteau-sur-Essonne : 394 locuitori
- Noisy-sur-École : 1.823 locuitori
- Recloses : 600 locuitori
- Rumont : 124 locuitori
- Tousson : 378 locuitori
- Ury : 757 locuitori
- Le Vaudoué : 717 locuitori
- Villiers-sous-Grez : 764 locuitori